# فيرندل
فيرندل (بالإنجليزية: Verndale, Minnesota)‏ هي مدينة تقع في ولاية مينيسوتا في الولايات المتحدة. تبلغ مساحة هذه المدينة 2.54 (كم²)، وترتفع عن سطح البحر 411 م، بلغ عدد سكانها 602 نسمة في عام 2010 حسب إحصاء مكتب تعداد الولايات المتحدة.

## التركيبة السكانية
قام مكتب تعداد الولايات المتحدة بتحديد بيانات التركيبة السكانية لفيرندلفي تعداد الولايات المتحدة. في ما يلي، التركيبة السكانية حسب تعدادي 2000 و2010.

### تعداد عام 2000
بلغ عدد سكان فيرندل 575 نسمة بحسب تعداد عام 2000، وبلغ عدد الأسر 234 أسرة وعدد العائلات 157 عائلة مقيمة في المدينة.
وتوزع التركيب العرقي للمدينة بنسبة 96.70% من البيض و 1.22% من الأمريكيين الأصليين و 0.52% من الأمريكيين ذوي الأصول الآسيوية و 0.35% من الأمريكيين الأفارقة و 0.52% من عرقين مختلطين أو أكثر.
```
وبلغت نسبة 
الأزواج
 القاطنين مع بعضهم البعض 50.0% من أصل المجموع الكلي للأسر، ونسبة 12.0% من الأسر كان لديها معيلات من الإناث دون وجود شريك، وكانت نسبة 32.5% من غير العائلات.
```

بلغ العمر الوسطي للسكان 36 عاماً. وكانت نسبة 7.8% بين الثامنة عشر والأربعة وعشرون عاماً، ونسبة 28.2% كانت واقعةً في الفئة العمرية ما بين الخامسة والعشرون حتى والأربعة وأربعون عاماً، ونسبة 15.7% كانت ما بين الخامسة والأربعون حتى الرابعة والستون، ونسبة 19.5% كانت ضمن فئة الخامسة والستون عاماً فما فوق. يوجد لكل 100 أنثى 94.9 ذكر، ويوجد لكل 100 أنثى في الثامنة عشر من عمرها فما فوق 92.0 ذكر.
بلغ متوسط دخل الأسرة في المدينة 26,000 دولار، أما متوسط دخل العائلة فبلغ 30,938 دولار. وكان متوسط دخل الذكور 24,306 دولار مقابل 21,058 دولار للإناث. وسجل دخل الفرد الخاص بالمدينة 12,448 دولار. وكانت نسبة 10.4% من العائلات ونسبة 11.8% من السكان تحت خط الفقر، وكان من هؤلاء نسبة 13.9% تحت سن الثامنة عشر ونسبة 8.8% في الخامسة والستين من العمر وما فوق.

### تعداد عام 2010
بلغ عدد سكان فيرندل 602 نسمة بحسب تعداد عام 2010، وبلغ عدد الأسر 239 أسرة وعدد العائلات 156 عائلة مقيمة في المدينة. في حين سجلت الكثافة السكانية 614.3 نسمة لكل ميل مربع (237.2/كم2). وبلغ عدد الوحدات السكنية 253 وحدة بمتوسط كثافة قدره 258.2 لكل ميل مربع (99.7/كم2).
وتوزع التركيب العرقي للمدينة بنسبة 94.4% من البيض و 1.0% من الأمريكيين الأصليين و 0.2% من الأمريكيين ذوي الأصول الآسيوية و 3.0% من عرقين مختلطين أو أكثر.
```
وبلغت نسبة 
الأزواج
 القاطنين مع بعضهم البعض 44.4% من أصل المجموع الكلي للأسر، ونسبة 11.3% من الأسر كان لديها معيلات من الإناث دون وجود شريك، بينما كانت نسبة 9.6% من الأسر لديها معيلون من الذكور دون وجود شريكة وكانت نسبة 34.7% من غير العائلات.
```

بلغ العمر الوسطي للسكان 35 عاماً. وكانت نسبة 28.4% من القاطنين تحت سن الثامنة عشر، وكانت نسبة 9.7% بين الثامنة عشر والأربعة وعشرون عاماً، ونسبة 25.6% كانت واقعةً في الفئة العمرية ما بين الخامسة والعشرون حتى والأربعة وأربعون عاماً، ونسبة 20.5% كانت ما بين الخامسة والأربعون حتى الرابعة والستون، ونسبة 15.8% كانت ضمن فئة الخامسة والستون عاماً فما فوق. وتوزع التركيب الجنسي للسكان بنسبة 51.7% ذكور و48.3% إناث.

## وصلات خارجية
- The US50 - Cities and Towns in Minnesota State